# ألان غريفيثز (سياسي)
ألان غريفيثز (بالإنجليزية: Alan Griffiths)‏ هو اقتصادي وسياسي أسترالي، ولد في 4 سبتمبر 1952 في أستراليا. حزبياً، نشط في حزب العمال الأسترالي. وقد انتخب عضو مجلس النواب الأسترالي عن دائرة Division of Maribyrnong ‏ (5 مارس 1983 – 29 يناير 1996).